# エルケンジ・クシュ
『エルケンジ・クシュ』（トルコ語: Erkenci Kuş）は、トルコのテレビドラマ。スターTVで2018年6月26日から2019年8月6日まで放送された。
タイトルの意味は「早起き」。

## 登場人物
サネム・アイドゥン
演：デメット・オズデミール
ジャン・ディビット
演：ジャン・ヤマン